# 多脉早熟禾
多脉早熟禾（学名：Poa polyneuron）为禾本科早熟禾属下的一个种。